# Claude Ferdinand Gaillard
Claude Ferdinand Gaillard (n. 7 ianuarie 1834, Paris, Franța – d. 20 ianuarie 1887, Paris, Île-de-France, Franța) a fost un gravor și pictor francez, care s-a născut și a murit la Paris.

## Biografie
Studiile sale timpurii au fost probabil cu James Hopwood și Lecouturier; dar maestrul său principal a fost Leon Cogniet, cu care a început să graveze în 1850. În acest an, a intrat la École des Beaux-Arts. La început a fost nevoit să graveze plăci de modă pentru a câștiga suficienți bani pentru a trăi, dar aplicarea sa în artă i-a adus Prix de Rome pentru gravură, în 1856. La prima sa expoziție publică din 1860, gravurile sale au fost numite labrioase, moi și flasce, semănând mai mult cu gravurile în drypoint decât lucrarea cu burin, și a fost sfătuit să respecte regulile consacrate ale artei sale. Gaillard alesese deja o nouă metodă, iar lucrările sale au fost un șoc, pentru că nu erau realizate conform formulelor din acea zi. Era atât de inovator încât în 1863 a fost inclus în „Salon des Refusés⁠(d)”, dar în cadrul expoziției portretul lui Bellini a fost salutat de Philippe Burty⁠(d) ca fiind opera unui maestru, „care a gravat cu grijă religioasă și a dat dovadă de un înalt talent clasic”. Noua manieră a lui Gaillard era de a grava cu linii moi, delicate, trasate strâns împreună, dar fără a se încrucișa, și de a reda fiecare pliu, rid sau semn de pe piele. De acum înainte, Gaillard a fost reprezentat prin gravuri și picturi la fiecare Salon. Cel mai bine a fost cunoscut pentru L'Homme à l'Oeillet, realizată în opt zile, care i-a adus doar 100 de dolari.
A fost profesorul lui François-Eugène Burney.
Portretele lui Pius al IX-lea și Leon al XIII-lea l-au ridicat pe „eruditul nesupus” la rangul de cel mai celebru gravor al zilei sale. O altă planșă este Sfântul Sebastian și există un portret al lui Prosper Guéranger⁠(d). „Scopul meu”, a spus el, „nu este de a fermeca, ci de a fi adevărat; arta mea este să spun totul”. Gaillard a fost decorat în 1876, a devenit ofițer al Legiunii de onoare în 1886 și președinte al Société des Graveurs au Burin în 1886. Chiar înainte de moartea sa, guvernul i-a comandat să graveze Cina cea de Taină și Mona Lisa ale lui Leonardo da Vinci.